# Britain's Next Top Model (seconda edizione)
La seconda stagione di Britain's Next Top Model è andata in onda sul canale LIVINGtv dal 24 luglio al 25 settembre 2006, sotto la conduzione della ex modella Lisa Snowdon, chiamata al posto di Lisa Butcher (la quale non aveva grandemente attirato i favoritismi del pubblico e dei produttori a causa della sua conduzione piuttosto fredda dello show); cambio di guardia anche tra i giudici, con Marie Helvin sostituita da Paula Hamilton.
Il cast era composto da 13 aspiranti modelle provenienti da tutti il Regno Unito di età compresa tra 18 e 25 anni; la vincitrice, Lianna Fowler, ha portato a casa un contratto con la Models 1, uno di rappresentanza per la Ford e un servizio fotografico con copertina per Company Magazine.
Ad inizio 2012, la terza classificata di questa edizione, Jasmia Robinson, ha partecipato alla diciottesima edizione di America's Next Top Model (British Invasion), venendo però eliminata per prima.
Nel 2016, l'ex concorrente Abigail Clancy, seconda classificata, ha condotto la decima edizione dello show, sostituendo la modella Elle Macpherson.

## Concorrenti
| Concorrente             | Età1 | Altezza | Provenienza                  | Posizionamento             |
| ----------------------- | ---- | ------- | ---------------------------- | -------------------------- |
| Yvette Stubbs           | 19   | 170 cm  | West Sussex, Inghilterra     | Eliminata nell'episodio 1  |
| Nina Malone             | 23   | 173 cm  | Cambridge, Inghilterra       | Eliminata nell'episodio 2  |
| Ashlea "Asha" Hibbert   | 20   | 178 cm  | Yorkshire, Inghilterra       | Eliminata nell'episodio 3  |
| Lucy Flower             | 25   | 168 cm  | Sheffield, Inghilterra       | Eliminata nell'episodio 4  |
| Sophia Price            | 18   | 182 cm  | Hemel Hempstead, Inghilterra | Eliminata nell'episodio 5  |
| Samantha Gerrard        | 20   | 172 cm  | Newport, Galles              | Eliminata nell'episodio 6  |
| Tamar Higgs             | 23   | 175 cm  | Kent, Inghilterra            | Eliminate nell'episodio 7  |
| Georgina Edewor-Thorley | 19   | 178 cm  | Londra, Inghilterra          | Eliminate nell'episodio 7  |
| Sarah Butler            | 20   | 175 cm  | Surrey, Inghilterra          | Eliminata nell'episodio 8  |
| Amber Niemann           | 19   | 178 cm  | Pembrokeshire, Galles        | Eliminata nell'episodio 9  |
| Jasmia Robinson         | 18   | 175 cm  | Londra, Inghilterra          | Eliminata nell'episodio 10 |
| Abigail Clancy          | 20   | 175 cm  | Liverpool, Inghilterra       | Seconda classificata       |
| Lianna Fowler           | 18   | 180 cm  | Derby, Inghilterra           | Vincitrice                 |

1L'età si riferisce al tempo della messa in onda del programma

## Riassunti

### Ordine di eliminazione
| Order | Episodi  | Episodi  | Episodi  | Episodi  | Episodi  | Episodi  | Episodi  | Episodi | Episodi | Episodi | Episodi |
| Order | 1        | 2        | 3        | 4        | 5        | 6        | 7        | 8       | 9       | 10      | 10      |
| ----- | -------- | -------- | -------- | -------- | -------- | -------- | -------- | ------- | ------- | ------- | ------- |
| 1     | Sarah    | Sophia   | Abigail  | Sarah    | Lianna   | Tamar    | Jasmia   | Amber   | Jasmia  | Lianna  | Lianna  |
| 2     | Tamar    | Jasmia   | Lianna   | Amber    | Tamar    | Amber    | Abigail  | Jasmia  | Abigail | Abigail | Abigail |
| 3     | Georgina | Lucy     | Lucy     | Lianna   | Amber    | Jasmia   | Lianna   | Abigail | Lianna  | Jasmia  |         |
| 4     | Lianna   | Asha     | Sarah    | Georgina | Jasmia   | Abigail  | Amber    | Lianna  | Amber   |         |         |
| 5     | Lucy     | Tamar    | Georgina | Samantha | Samantha | Georgina | Sarah    | Sarah   |         |         |         |
| 6     | Nina     | Georgina | Tamar    | Abigail  | Sarah    | Lianna   | Georgina |         |         |         |         |
| 7     | Amber    | Abigail  | Jasmia   | Sophia   | Georgina | Sarah    | Tamar    |         |         |         |         |
| 8     | Samantha | Amber    | Sophia   | Jasmia   | Abigail  | Samantha |          |         |         |         |         |
| 9     | Abigail  | Samantha | Samantha | Tamar    | Sophia   |          |          |         |         |         |         |
| 10    | Asha     | Sarah    | Amber    | Lucy     |          |          |          |         |         |         |         |
| 11    | Sophia   | Lianna   | Asha     |          |          |          |          |         |         |         |         |
| 12    | Jasmia   | Nina     |          |          |          |          |          |         |         |         |         |
| 13    | Yvette   |          |          |          |          |          |          |         |         |         |         |

- Nel settimo episodio, Georgina e Tamar sono al ballottaggio ed entrambe vengono eliminate.

     La concorrente è stata eliminata
     La concorrente ha vinto il concorso

## Servizi
- Episodio 1: In bikini sulla neve
- Episodio 2: Amore lesbo
- Episodio 3: Regine del burlesque
- Episodio 4: Drink Appletiser su un trampolino
- Episodio 5: Spose gotiche
- Episodio 6: Beauty shoots con trucco heavy metal
- Episodio 7: Vita di campagna
- Episodio 8: Campagna Ford Fiesta
- Episodio 9: In Marocco nel deserto
- Episodio 10: Regine del Marocco

### Giudici
- Lisa Snowdon
- Paula Hamilton
- Jonathan Phang